# Измена (фильм, 2012)
«Измена» — российский фильм Кирилла Серебренникова, вышедший на экран в 2012 году. Фильм был включён в основной конкурс 69-го Венецианского кинофестиваля.

## Сюжет
Она, врач в больнице, заявляет Ему, пациенту на диспансеризации и проходящему ЭКГ, о том, что их супруги являются любовниками. Хоть Он в это не верит, узнанное оставляет в нем следы сомнения и необъяснимую тяжесть. Дополнительно на Него производит впечатление авария с джипом, свидетелем которой он становится по дороге домой. В Его семье определенно есть проблемы, вытекающие из его нестабильного душевного состояния и проблем с гневом: за обедом Ему кажется, что супруга относится к его рассказу об аварии весьма равнодушно и перебивает своим рассказом о даче, которую хочет купить, а позже Он срывается и избивает своего сына за то, что тот прогуливает школу, после чего впадает в истерику и плач. У Нее все немногим лучше: отчужденность супруга, ощущающаяся как физическая духота, отсутствие физической близости.
На следующий день Она показывает Ему "их" скамейку в парке, номер в отеле, который снимали их супруги для встреч. Он решает проследить за своей женой и действительно встречает ее в отеле, где она встречается с риелтором. Череда мелочей (официант знает ее обычный кофе, она останавливается на той же скамье в парке) убеждает Его в реальном факте измены, который его жена тут же отрицает, загоняя Его в чувство вины.
Движимые спорными чувствами обиды и мести, Он и Она решают заняться сексом в том же отеле, но у них ничего не получается, вместо этого они становятся молчаливыми наблюдателями того, как этажом ниже на балконе занимаются сексом их супруги. Чуть позже горничная отеля обнаруживает под окнами два обнаженных трупа, Его и Ее вызывают на опознание. За ужином Он говорит сыну о смерти матери.
Он и Она приезжают к следователю за разрешениями на захоронения тел, но та отказывает им, подозревая не несчастный случай. Чтоб как-то объяснить свое присутствие в гостинице, Она говорит следователю, что они тоже любовники, что оставляет Его в недовольстве. Он приходит к следователю снова и на этот раз пишет чистосердечное признание в убийстве, взяв всю вину на себя. Следователь, прочитав его, разрывает листок и выдает им обоим разрешение на захоронения, взамен попросив поцелуй в губы, который заставляет ее рассмеяться. Оба проводят похороны, на которых Он искренне страдает и переживает, в то время как Она с трудом сдерживает злорадство и на которые приходит в максимально неподобающей одежде. 
Он преследует Ее в парке и признается, что не может прекратить о Ней думать, что повергает ее в паническое бегство в глубины парка. Ее бегство и переодевание в другую одежду посреди снега метафорически переносит зрителя на необозначенное время вперед (приблизительно на шесть-семь лет), где у Нее есть новый мужчина, а у Него - новая женщина и сын. По стечению обстоятельств они все вчетвером оказываются все в той же гостинице. Он и Она встречаются в бассейне посреди ночи, обмениваются любезностями, и, судя по их взглядам друг на друга все время, даже во время завтрака при их семьях, и прикосновениях, которых никто больше не видит, можно заключить, что их странные чувства все еще остаются между ними.
Они снова встречаются в больнице, когда Он оказывается здесь проездом, за затем - в том же отеле и номере, где когда-то встречались их супруги. Их встречи становятся регулярными, а их поведение вызывает подозрения у их супругов. В конце концов, ее муж следит за Ней и находит гостиницу, но так как они снимают два номера, ему не удается поймать их. Дома ее муж очень обходителен с Ней, что вызывает подозрения, и Она немедленно едет в отель снова, потому что Он не отвечает на ее звонки. В отеле ей сначала отказываются предоставлять информацию о посетителях, но затем охрана все же вскрывает дверь в тот самый номер, и Он оказывается мертв. Когда Она спрашивает у следователя, было ли это убийством, следователь уверяет, что это был инфаркт, упрекая ее в желании зрелищности и говоря, что это очередная скучная смерть скучного человека.
Она уходит из гостиницы, не оглядываясь.

## В ролях

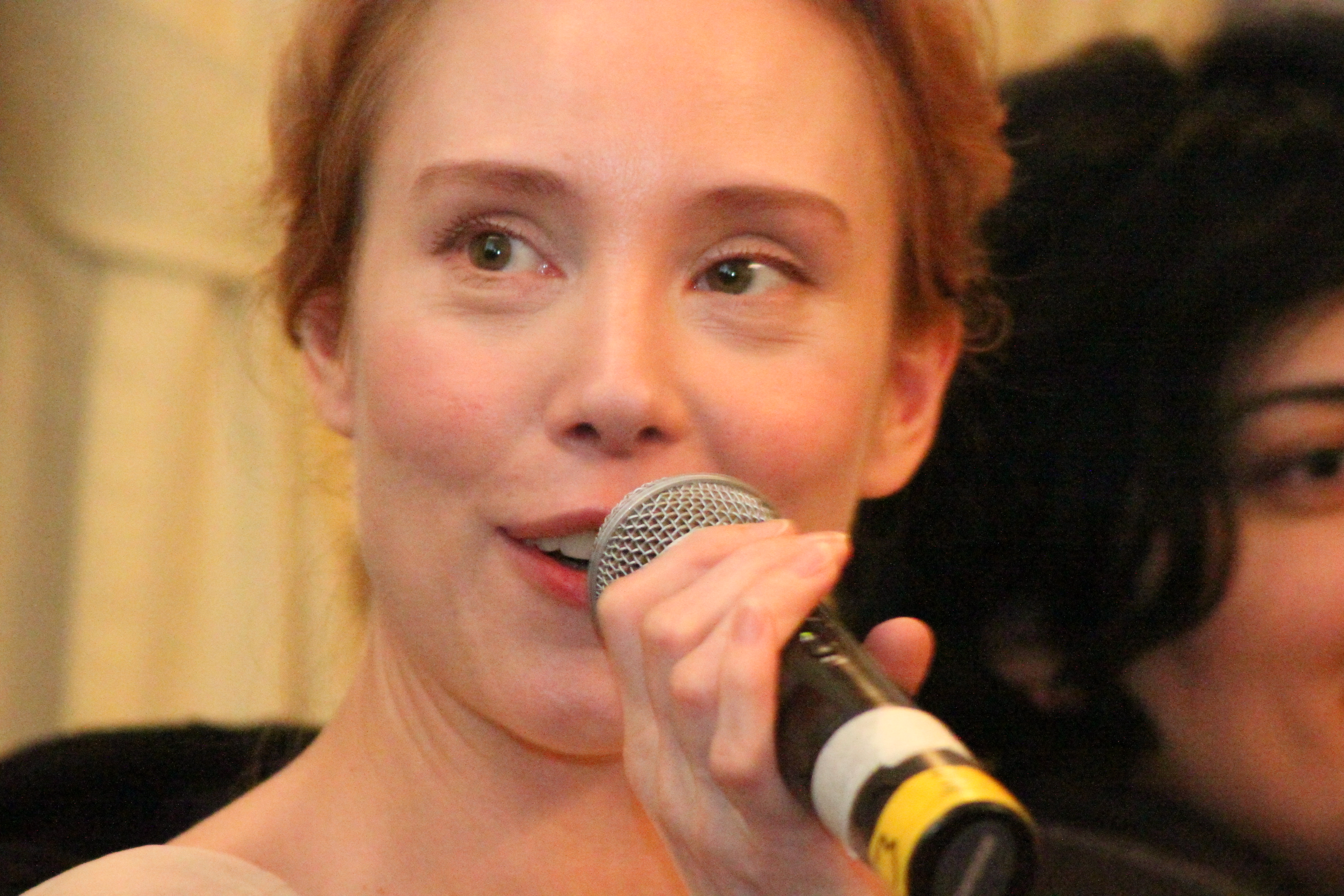
Франциска Петри, исполнительница главной роли

- Франциска Петри — Она (озвучила Марина Солопченко)
- Деян Лилич — Он (озвучил Михаил Трухин)
- Альбина Джанабаева — первая жена
- Андрей Щетинин — первый муж
- Артурс Скрастыньш — второй муж (озвучил Владислав Ветров)
- Гуна Зариня — следователь
- Яков Левада — сын
- Светлана Мамрешева — вторая жена
- Артур Бесчастный — дознаватель
- Александра Нестерова — девочка
- Лера Горин — эксперт
- Ольга Альбанова — мама девочки (озвучила Ксения Лаврова-Глинка)
- Лидия Байрашевская — риэлтор
- Валентина Иванова — женщина на похоронах
- Денис Варенов — офицер на похоронах
- Алексей Торгунаков — администратор в мотеле
- Анастасия Красильникова — эпизод

## Создание
Согласно первоначальному замыслу, фильм должен был называться «Казнь».

## Саундтрек
В фильме использована музыка из симфонической поэмы Сергея Рахманинова «Остров мёртвых».

## Награды и номинации
- Награда за лучшую женскую актёрскую работу  (Франциска Петри) на VI международном кинофестивале[англ.] в Абу-Даби[2].
- Приз «За лучшую режиссуру» (Кирилл Серебренников) на XXI кинофестивале «Виват кино России!» в Санкт-Петербурге (2013)[3]